# Molophilus (Molophilus) distinctissimus
Molophilus (Molophilus) distinctissimus is een tweevleugelige uit de familie steltmuggen (Limoniidae). De soort komt voor in het Australaziatisch gebied.